# Sint-Maria-Oudenhove
Sint-Maria-Oudenhove (fr. Audenhove-Sainte-Marie) – dzielnica (deelgemeente) miasta Zottegem w Belgii, w Regionie Flamandzkim, w prowincji Flandria Wschodnia, w okręgu Aalst. 1 stycznia 2020 roku liczyła 2499 mieszkańców. Do 31 grudnia 1976 samodzielna gmina. 

## Demografia
Liczba mieszkańców, stan na 1 stycznia:
| Rok                | 1900 | 1930 | 1947 | 1961 | 2020 |
| ------------------ | ---- | ---- | ---- | ---- | ---- |
| Liczba mieszkańców | 2532 | 2928 | 2917 | 2986 | 2499 |